# Kaleń (Świerzno)
Kaleń [ˈkalɛɲ] (deutsch Kahlen) ist ein Dorf in der Woiwodschaft Westpommern in Polen. Es gehört zur Gmina Świerzno (Gemeinde Schwirsen) im Powiat Kamieński (Camminer Kreis).
Das Dorf liegt in Hinterpommern, 4 km nordöstlich von Świerzno (Schwirsen), 15 km östlich der Kreisstadt Kamień Pomorski (Cammin i. Pom.) und 69 km nordöstlich von Stettin.
Vor 1945 bildete Kahlen eine Landgemeinde im Landkreis Cammin i. Pom. der preußischen Provinz Pommern. Zur Landgemeinde gehörte neben Kahlen der Wohnplatz Johannisberg. Die Gemeinde zählte im Jahre 1910 215 Einwohner, im Jahre 1925 230  Einwohner in 45 Haushaltungen, im Jahre 1933 225 Einwohner und im Jahre 1939 230 Einwohner.